# Jaroslav Jareš
Jaroslav Jareš (21. března 1930 – 5. září 2016) byl český fotbalista, útočník a fotbalový trenér.

## Fotbalová kariéra
V československé lize hrál za Spartak Praha Sokolovo. V roce 1954 získal ligový titul se Spartou Praha. Nastoupil v 93 ligových utkáních a dal 26 gólů.
Odchovanec Spartaku Michle hrál za Spartu Krč (1948–1953), Spartu Praha (1954–1955 a 1958–1959), Slávii Praha (1956–1957) a Spartak Radotín (1960–1965).

## Ligová bilance
| Ročník                                    | Zápasy | Góly | Klub                   |
| ----------------------------------------- | ------ | ---- | ---------------------- |
| Mistrovství československé republiky 1951 | -      | 2    | Dynamo Slavia Praha    |
| Přebor československé republiky 1953      | -      | 2    | Křídla vlasti Olomouc  |
| Přebor československé republiky 1954      | -      | 3    | Spartak Praha Sokolovo |
| Přebor československé republiky 1955      | -      | 5    | Spartak Praha Sokolovo |
| 1. československá fotbalová liga 1956     | -      | 6    | Dynamo Praha           |
| 1. československá fotbalová liga 1957/58  | -      | 2    | Dynamo Praha           |
| 1. československá fotbalová liga 1957/58  | -      | 0    | Spartak Praha Sokolovo |
| 1. československá fotbalová liga 1958/59  | -      | 6    | Spartak Praha Sokolovo |
| CELKEM 1. liga                            | 93     | 26   |                        |

## Trenérská kariéra
Po skončení hráčské kariéry se věnoval trenérské činnosti, v letech 1961–1968 vedl Spartak Radotín, nejprve jako hrající trenér, v letech 1969–1972 Spartak Mělník, v letech 1973–1979 a 1984–1986 dvakrát Slávii Praha a v letech 1987–1990 Duklu Praha.

## Ligové trenérská bilance
- 1. československá fotbalová liga 1972/73 – Slavia Praha
- 1. československá fotbalová liga 1973/74 – Slavia Praha
- 1. československá fotbalová liga 1974/75 – Slavia Praha
- 1. československá fotbalová liga 1975/76 – Slavia Praha
- 1. československá fotbalová liga 1976/77 – Slavia Praha
- 1. československá fotbalová liga 1977/78 – Slavia Praha
- 1. československá fotbalová liga 1978/79 – Slavia Praha
- 1. československá fotbalová liga 1984/85 – Slavia Praha
- 1. československá fotbalová liga 1985/86 – Slavia Praha
- 1. československá fotbalová liga 1986/87 – Slavia Praha
- 1. československá fotbalová liga 1987/88 – Dukla Praha
- 1. československá fotbalová liga 1988/89 – Dukla Praha
- 1. československá fotbalová liga 1989/90 – Dukla Praha